# Gadžijevo
Gadžijevo (rusko Гаджи́ево) je mesto v zaprtem upravno-teritorialnem območju Aleksandrovsk v Murmanski oblasti v Rusiji. Leta 2010 je imelo mesto 11.068 prebivalcev.
Mesto je bilo predhodno znano kot Jagelnaja Guba (do 1967), Gadžijevo (do 1981), Murmansk-130 (do 1994), Skalisti (do 1999). Trenutno ime nosi v čast Magometa Imadutdinoviča Gadžijeva, uspešnega poveljnika podmornic v času druge svetovne vojne.
Danes je v mestu oporišče za strateške in jurišne jedrske podmornice ruske Severne flote.